# القوس العملاق
القوس العملاق The Giant Arc عبارة عن هيكل واسع النطاق تم اكتشافه في يونيو 2021 ويمتد على مساحة 3.3 مليار سنة ضوئية . تتجاوز بنية المجرات على طول القوس عتبة 1.2 مليار سنة ضوئية ، مما يمثل تحديًا للمبدأ الكوني القائل بأن الكون بمقاييس كبيرة يعتبر متماثلًا في كل مكان ( متجانس ) وفي كل اتجاه ( ومتوحد الخواص ). يتكون القوس العملاق هذا من مجرات وعناقيد مجرية بالإضافة إلى غاز وغبار . يقع على بعد 9.2 مليار سنة ضوئية منا ، ويمتد عبر ما يقرب من 1/15 من نصف قطر الكون المرئي. تم اكتشافه باستخدام بيانات من مسح سلووان الرقمي للسماء من قبل فريق الباحثين العاملين مع [Alexia Lopez] ، طالبة الدكتوراه في علم الفلك بجامعة سنترال لانكشاير .
إذا كان القوس العملاق مرئيًا في سماء الليل ، فسيشكل قوسًا يشغل مساحة تصل إلى 20 قمراً كاملاً ، بجوار بعضهم البعض أو 10 درجات في السماء.

## أنظر أيضا
- مجموعة ضخمة من الكوازار LQG
- السور العظيم سلووان
- السور الكبير

1. 1 2  Hond، Bas den. "Line of galaxies is so big it breaks our understanding of the universe". New Scientist. مؤرشف من الأصل في 2023-11-02.
2. ↑  Mann، Adam (11 يونيو 2021). "'Giant arc' stretching 3.3 billion light-years across the cosmos shouldn't exist". livescience.com. مؤرشف من الأصل في 2024-01-16.
3. ↑  "New Astronomy: Large-Scale Structure in our Universe by: Alexia M. Lopez".